# Dragon C106

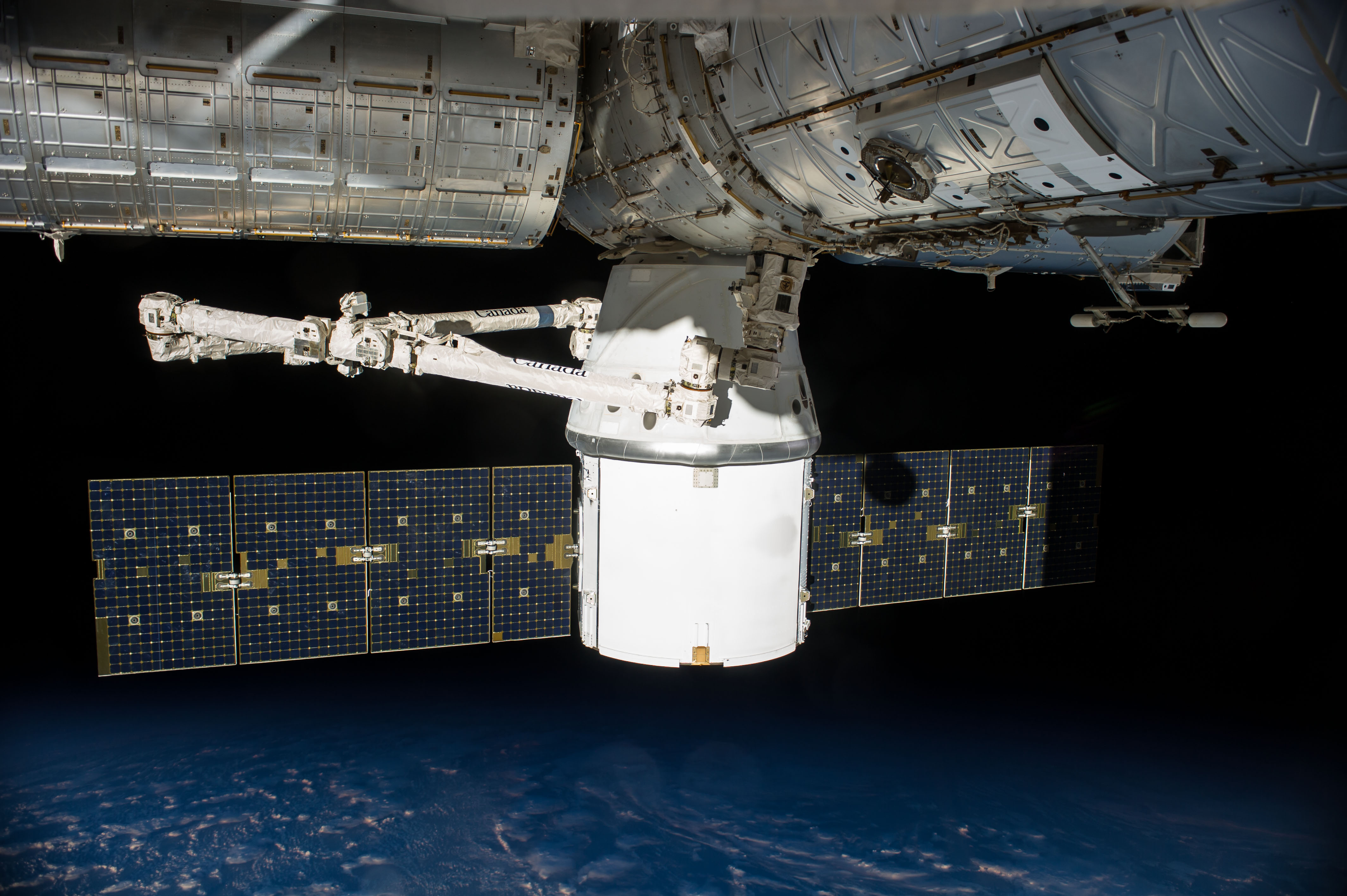
Dragon připojený k ISS při misi CRS-4

Dragon C106 je opakovaně použitá loď Dragon vyrobená společností SpaceX. Pokud pomineme raketoplány, tak se Dragon C106 stal v historii kosmonautiky první kosmickou lodí, která byla znovupoužita. Tato loď poprvé letěla 21. září 2014 při misi CRS-4 k Mezinárodní vesmírné stanici. Znovu letěla 3. června 2017 na další zásobovací misi – CRS-11.
Loď byla od začátku navržena jako znovupoužitelná. Jisté je znovupoužití tlakové kabiny, nádrží a manévrovacích trysek Draco. Další systémy, jako část avioniky, baterie, tepelný štít a padáky byly vyměněny. Trunk lodi (nehermetizovaná nástavba, nesoucí také solární panely) byl samozřejmě také nový, protože ten při návratu z oběžné dráhy vždy shoří v atmosféře.
Finanční úspory v tomto případě nejspíše žádné nebyly, nebo jen minimální, protože jednotlivé součástky se velmi pečlivě kontrolovaly. Časem by ale nějaké úspory přijít mohly.
SpaceX se znovupoužitím lodi snažila ušetřit výrobní kapacity, které potřebuje na vývoj lodi nového typu – Dragonu 2.

## Historie letů
| Číslo použití | Mise | Let číslo | Místo startu | Datum startu (UTC)         | Datum přistání (UTC)       | Poznámky                 |
| ------------- | ---- | --------- | ------------ | -------------------------- | -------------------------- | ------------------------ |
| 1             |      | 13        | SLC-40       | 21. září 2014, 05:52:03    | 25. října 2014, 19:38      |                          |
| 2             |      | 35        | LC-39A       | 3. června 2017, 05:52:03   | 3. července 2017, 21:07:38 | 100. star z rampy LC-39A |
| 3             |      | 76        | SLC-40       | 5. prosince 2019, 17:29:24 | 7. ledna 2020, 15:42       |                          |